# Alcuéscar
Alcuéscar – gmina w Hiszpanii, w prowincji Cáceres, w Estramadurze, o powierzchni 108,92 km². W 2011 roku gmina liczyła 2904 mieszkańców.